# Абули (село)
Абули (груз. აბული, з.-арм. Ապուլ) — село в Грузии, на территории Ахалкалакского муниципалитета края (мхаре) Самцхе-Джавахети.

## География
Село находится в южной части Грузии, у подножия горы Патара-Абули, вблизи истока реки Абули (правый приток реки Паравани), на расстоянии приблизительно 10 километров (по прямой) к востоку от города Ахалкалаки, административного центра муниципалитета. Абсолютная высота — 1973 метра над уровнем моря.

## Население
По результатам официальной переписи населения 2014 года, в Абули проживало 535 человек (261 мужчина и 274 женщины). В национальной структуре населения армяне составляли 99,4 %, грузины — 0,6 %.
| Год  | Население, человек |
| ---- | ------------------ |
| 2002 | 627                |
| 2014 | ↘ 535              |